# Raw (fotografia)
La tecnica raw (IPA: [rɔː], in inglese "crudo", "grezzo") consiste in un particolare metodo di memorizzazione dei dati descrittori di un'immagine. Viene usata per non avere perdite di qualità della registrazione su un qualsiasi supporto di memoria, rispetto ai segnali catturati dal sensore e successivamente composti per interpolazione dal processore d'immagine della fotocamera nelle sue tre componenti fondamentali RGB (Red, Green, Blue).
Basandosi su questa tecnica, le diverse case produttrici di fotocamere digitali formattano i dati dei file Raw secondo formati proprietari. Questi possono essere diversi anche fra modelli diversi della stessa casa produttrice. Tale accorgimento, permettendo l'identificazione del formato specifico, oltre al fattore commerciale di dare una riconoscibilità al marchio, consente ai programmi di elaborazione dei file Raw di attivare i processi di demosaicizzazione più adeguati per quel formato in fase di caricamento dei file.
La risoluzione massima reale dell'immagine rimane quella determinata dalle caratteristiche del sensore installato nella fotocamera digitale. La metodica Raw è per lo più utilizzata nelle macchine fotografiche Reflex digitali, ma anche nelle mirrorless, in quelle compatte di fascia alta, le cosiddette Formato bridge o Prosumer (contrazione dei due termini professional e consumer), o ancora, chiamate SLR-like ("simile a una Single Lens Reflex").
Raw è un termine inglese che assume diversi significati. Qui interessano quelli che rimandano al concetto di "non elaborato", "non raffinato", "grezzo". La denominazione Raw in questo ambito sta ad indicare che l'immagine catturata dal sensore CCD o CMOS della macchina fotografica viene registrata nella sua forma originaria, numerica, cioè dopo essere stata solo convertita da analogico a digitale, senza ulteriore elaborazione da parte della fotocamera. Nei formati Raw vengono registrati, quindi, i dati monocromatici grezzi indicanti l'informazione di intensità luminosa incidente sui singoli photodetector R, G e B. Questa descrizione è valida nel caso di un sensore con CFA (Color Filter Array) di tipo bayer RGB, mentre nel caso il CFA sia di tipo diverso, ad esempio RGB-E (Red, Green, Blue, Emerald) quadricromatico, l'eventuale file Raw che si forma conterrà le quattro informazioni monocromatiche separate, derivanti dai photodetector che registrano i quattro colori.
Per questo la registrazione in Raw dà la possibilità di catturare le immagini con una regolazione anche non ottimale di alcune impostazioni (esposizione, bilanciamento del bianco, ecc), in quanto la successiva elaborazione in studio (il cosiddetto sviluppo in camera chiara) consente di regolare questi parametri di ripresa mantenendo la qualità ai livelli più alti possibile. Bisogna porre attenzione al fatto che profondità di campo e messa a fuoco devono essere ottimali in fase di ripresa perché la metodica Raw di registrazione non consente di ricostruire dettagli di immagine persi dall'ottica della fotocamera a causa, ad esempio, della mancata messa a fuoco della scena ripresa o di suoi singoli elementi. Anche se la foto è mossa non vi è modo di rimediare in fase di conversione del Raw.

## Formazione del file immagine
Per una comprensione ottimale delle descrizioni che seguono è utile fare una distinzione concettuale fra pixel, photodetector (da intendere come "elemento unitario fotosensibile") e photosite. Per questo si rimanda alla voce correlata Fotografia digitale nella sezione Numero di Pixel e qualità delle immagini.

### Fotocamere con sensori dotati di Color Filter Array
Il sistema ottico della fotocamera focalizza l'immagine da riprendere sulla superficie del sensore. Questo è formato da milioni di elementi a semiconduttore sensibili alla luce, chiamati photodetector. Ognuno di questi è collocato in un photosite (luogo fisico del sensore dove si catturano i dettagli elementari dell'immagine) ed è la base da cui successivamente si formerà il pixel. La superficie è ricoperta dal Color Filter Array il quale ha il compito di separare e distribuire le tre componenti cromatiche su photosite (pixel) diversi del sensore. Nel 50% dei photosite arriva la componente verde (G), nel 25% arriva la componente blu (B) e nella stessa quantità del 25% la componente rossa (R). Ad esempio, in un ipotetico sensore di 256 photosite, 128 photosite saranno investiti dalla componente verde della luce della scena ripresa, mentre 64 photosite saranno investiti dalla componente blu e i rimanenti i 64 photosite dalla componente rossa. I filtri sui singoli photosite sono distribuiti in modo omogeneo e geometricamente regolare.
In questo modo, ogni photodetector registra il segnale relativo ad una sola componente delle tre RGB che compongono l'immagine. In uscita dal sensore devono confluire i segnali analogici o "R", o "G", o "B" di ogni photodetector che portano le relative informazioni. Precisamente un sensore per immagini da 9 Mpx nominali, la massima risoluzione possibile è data da 3 488 x 2 616 photodetector (che forniscono le informazioni per poi formare altrettanti pixel) per un totale di 9 124 608 photodetector. Vi saranno dunque segnali analogici "R" che riguarderanno le informazioni di 2 281 152 photodetector, segnali analogici "B" che riguarderanno, anch'essi, le informazioni di 2.281.152 photodetector e segnali analogici "G" che riguarderanno le informazioni di 4 562 304 photodetector del sensore.
Il segnale analogico di ogni photodetector viene campionato a 10, 12, 14 o anche 16 bit così che il segnale che descrive l'intera sua scala di luminosità dal nero al massimo consentito "R", "G" o "B" viene trasformato in un'informazione binaria appunto a 10, 12, 14 o 16 bit. Questo significa che, per ogni photodetector, il numero binario, ad esempio a 16 bit, generato dalla conversione A/D indica un livello di intensità individuato fra 65 536 possibilità, all'interno dell'intera gradazione di luminosità (dal nero al valore massimo luminosità di ogni specifico colore primario "R" o "G" o "B") di quel particolare photodetector.
I segnali analogici in uscita dai photodetector del sensore, dopo la loro conversione in digitale, possono andare in due direzioni diverse a seconda della impostazione della fotocamera: o verso il processore d'immagine interno che, attraverso l'algoritmo di interpolazione (demosaicizzazione), ricostruisce le due componenti mancanti su ogni photosite, oppure questi dati "grezzi" possono venire registrati appunto nel file Raw. Usando ancora come esempio un sensore formato da 3 488 × 2 616 photodetector (per immagini da 9 MP nominali), la dimensione minima del file Raw sarà di 18 249 216 byte (8 bit= 1 byte; 1 pixel campionato a 16 bit= 2 byte). Normalmente il file Raw relativo è leggermente più ampio perché esso, oltre alle informazioni digitali e ai dati sui pixel, contiene anche i codici di formato del file, dati cioè che permettono l'identificazione del file (header) e dunque la sua leggibilità.

### Altre tecniche
Alcuni produttori oltre al Color Filter Array a tre colori (RGB) adottano Color Filter Array, che fa uso anche di altri colori (vedi la Sony con il modello DSC-F828 che usava un Filter Array a quattro colori: RGB+E (Rosso-Verde-Blu + Smeraldo).
Vi sono poi sensori come i Foveon che non hanno alcun Color Filter Array, ma adottano una tecnica in grado di recepire le tre componenti RGB necessarie per formare l'immagine direttamente su ogni photosite. Questo particolare sensore è formato da tre elementi fotosensibili a semiconduttore (photodetectors), distribuiti in ogni photosite su tre livelli diversi, ognuno di essi è attivato da una componente R, G o B diversa. Dato che ogni photosite ha tutte e tre le componenti, non c'è necessità di ricavare per ogni photosite le due componenti mancanti perché sono tutte registrate.

### Algoritmo di demosaicizzazione
L'algoritmo di interpolazione più usato consente la demosaicizzazione dell'immagine originaria calcolando i dati dei due colori mancanti a partire dal colore e intensità dei photosites adiacenti aventi lo stesso colore di quello da calcolare. Ad esempio in un photosite blu si deve calcolare la componente verde e rossa. Per il calcolo della componente mancante verde, il processore d'immagine calcola, per quel photosite, la media fra i valori di intensità del verde di due o più photosite adiacenti che hanno registrato il verde: il valore ottenuto sarà la componente verde di quel photosite. Allo stesso modo farà per la componente rossa: il valore ottenuto sarà la componente rossa di quel photosite.
A questo punto per quel photosite si hanno a disposizione i dati numerici delle tre componenti RGB, dati che, uniti in una stringa numerica, prendono il nome di pixel e descrivono contemporaneamente cromaticità e luminosità di quel punto dell'immagine.
Il risultato finale è che solo una componente del pixel è letta dal sensore (singolo photodetector), mentre le due rimanenti sono solo stimate.
Nei software applicativi di elaborazione delle immagini digitali, i valori numerici relativi alla componente rossa di ogni pixel dell'immagine, prende il nome di "Canale del rosso"; così i valori numerici della componente verde di ogni pixel dell'immagine prendono il nome di "Canale del verde" e lo stesso si dice per tutti valori numerici relativi alla componente blu dei pixel che vengono chiamati "Canale del blu".

### Registrazione dell'immagine in formato JPEG nella fotocamera
Per una registrazione in JPEG il campionamento base è a 8 bit per ognuno dei canali RGB, fatto, questo, che comporta un numero binario di 24 bit per ogni pixel (8 bit × 3 canali su ogni pixel). Il valore di 24 bit rappresenta - come vedremo nel paragrafo successivo - la profondità colore.
Le fotocamere che registrano le immagini in formato JPEG operano una compressione delle immagini al fine di: 
1. velocizzare la memorizzazione sul supporto di registrazione;
2. includere molte immagini sulla stessa scheda di memoria.

La tecnica di compressione JPEG è una tecnica di compressione di tipo Lossy (dall'inglese loss, "perdita") cioè con perdita di informazione rispetto all'immagine originaria di partenza. L'immagine registrata con questo sistema perde dei dati che corrispondono normalmente a dettagli dell'immagine poco significativi. La quantità e la tipologia dei dati che vengono persi, tuttavia, è determinata in modo tale che essi riguardano parti che normalmente non sono facilmente percettibili da un osservatore. Nella quasi totalità dei casi di foto compresse dalla fotocamera in JPEG, la qualità di stampa rimane comunque buona. In generale, adottando uno stesso procedimento di stampa fotografica, la qualità delle stampe è tanto migliore quanto più piccola è la dimensione della stampa. Per stampe professionali di elevata qualità e/o di grandi dimensioni, infatti, si preferisce la gestione dei file grafici in formati non compressi o compressi con tecnica Lossless (senza perdita di dati).
Il formato JPEG inoltre non consente, fra l'altro, troppe elaborazioni successive delle immagini, a meno di accettare perdite di informazioni che di volta in volta si sommano nei salvataggi successivi. Se una fotocamera registra direttamente in JPEG e l'immagine deve subire delle elaborazioni è bene salvarla immediatamente in un formato lossless come può essere il TIFF, il BMP, ecc. e solo quando il processo di elaborazione è terminato si può fare un salvataggio in JPEG per l'archiviazione o, se il caso lo richiede, l'eventuale stampa.

### Conversione analogico/digitale e profondità colore
Se si adotta la modalità RGB e si campiona a 8 bit il segnale in uscita da ogni photodetector, la profondità colore del file grafico che si andrà a formare sarà di 24 bit, così come se il campionamento è avvenuto a 12 bit, il file grafico avrà una profondità colore di 36 bit.
La profondità colore è un indice della capacità che ha il metodo di registrazione dei file di rappresentare sfumature piccolissime di colore. In un'immagine maggiore è la profondità colore, maggiore sarà il numero dei livelli di intensità distinguibili su ognuno dei tre canali RGB e di conseguenza maggiore il dettaglio cromatico dell'immagine. Con una profondità colore di 36 bit ogni pixel infatti è individuato da un solo valore cromatico su 68.719.476.736 parti in cui viene suddiviso l'intervallo spettrale della luce visibile (dal rosso cupo al violetto) catturato dal sensore.

### Raw
Come detto sopra, ciò che si registra nel formato Raw sono i segnali digitali a 10, 12, 14 o 16 bit relativi ad ogni pixel del sensore provenienti dalla conversione da analogico a digitale del segnale di ogni photodetector. La registrazione in formato Raw può avvenire senza alcuna compressione, o con una compressione lossless del file del formato Raw, ovvero senza perdita di dati relativi a dettagli di immagine. Tale caratteristica riduce sensibilmente, ma molto meno del JPEG, la dimensione del file da registrare. Ogni dettaglio dell'immagine catturata dal sensore viene così registrato e ricostruito senza alcuna perdita in fase di decompressione, esattamente come fanno i programmi di compressione dati che lavorano con i formati ZIP, RAR, ecc. dove nessun dato deve essere perso, pena l'impossibilità di usare i dati decompressi.
La registrazione dei dati in uscita dal sensore senza perdita di informazioni e con una elevata profondità colore (dettaglio cromatico), fra l'altro, permette di elaborare l'immagine con un campo di variazione delle regolazioni (esposizione, bilanciamento del bianco, contrasto, ecc) molto maggiore rispetto alla registrazione con altri formati compressi anche di tipo Lossless. Dunque con una maggiore profondità colore si ha una maggiore potenzialità di elaborazione delle immagini e quindi si sfruttano al massimo le capacità del sensore e dell'ottica.

### Raw + JPEG
La scrittura e lettura dei file in formato Raw è decisamente più lenta rispetto a quella in formato JPEG a causa della maggiore quantità di dati da muovere (in lettura o in scrittura). Questo rende più difficoltosa l'archiviazione dei file e la loro successiva visione. Per facilitare gli utilizzatori, alcuni produttori di fotocamere digitali hanno inserito il doppio formato di registrazione negli apparecchi. Questo consente di leggere l'immagine registrata in formato JPEG con una buona velocità (ad es. nelle operazioni di selezione e archiviazione delle immagini). Mentre è sempre possibile utilizzare il formato Raw in caso di bisogno, ad esempio, per la correzione dell'esposizione; bisogna però dire che all'interno del file Raw è sempre presente un jpg di anteprima.
Lo sfruttamento di questa possibilità, com'è ovvio, richiede il trasferimento di una maggiore quantità di dati sui supporti di memoria, con il conseguente allungamento del tempo di memorizzazione, e quindi comporta l'occupazione di uno spazio maggiore di memoria. Ma tale limite non rappresenta un grosso problema visto il continuo incremento di velocità di scrittura delle schede di memoria e il loro costo specifico per megabyte che progressivamente diminuisce.

#### Modalità della doppia registrazione Raw + JPEG
Vi sono almeno due modalità con la quale si realizza la doppia registrazione di Raw + JPEG.
1. La prima modalità è quella che prevede la registrazione nella scheda di memoria di due file con lo stesso nome, ma con estensione diversa (quella specifica del Raw e JPEG). La dimensione e la qualità del file JPEG inoltre possono essere anche non elevate, dovendo servire primariamente alla visualizzazione attraverso il monitor in fase di archiviazione (procedura adottata per es. da Konika-Minolta nel modello Dynax 7D). Tuttavia alcune fotocamere consentono di impostare anche la qualità del file JPEG registrato insieme al file Raw. In questo modo un qualunque programma di visualizzazione può archiviare, visualizzare ed anche talvolta elaborare i file così registrati in JPEG. Per la visualizzazione e l'elaborazione dei formati Raw occorrono invece programmi dedicati/proprietari, oppure servono dei plug-in specifici nei programmi più diffusi per il fotoritocco.
2. La seconda modalità invece è quella che prevede l'inserimento nello stesso file in formato Raw di due aggregati di dati grafici: quello relativo al formato Raw dell'immagine ripresa e quello con la stessa immagine in formato JPEG di qualità e dimensioni ridotte. Questi due insiemi di dati di immagine vengono registrati quindi in un unico file con estensione ".raw" proprietaria (che per esempio è ".RAF" per la Fuji). Ma qui per sfruttare i vantaggi della doppia registrazione - vantaggi che consistono sostanzialmente in una maggiore velocità di visualizzazione delle anteprime dei file in fase di archiviazione - occorre normalmente installare sul PC un software di conversione (ad esempio da .raw a .tif) proprietario della fotocamera. Questo programma durante la sua installazione inserisce (plug-in) nel sistema PC anche un software (con funzione di decoder) per la visualizzazione delle anteprime in JPEG presenti dentro ad ogni file Raw. Questo decoder permette al Gestore Risorse del PC il riconoscimento della piccola porzione dei dati JPEG dell'immagine inclusa nel file Raw che viene usata come anteprima. A solo titolo di esempio - per un'immagine completa di 3.488 x 2.616 pixel proveniente da un sensore da 9,1 Mpx - l'immagine JPEG dentro ad alcuni file.RAF della FUJI ha una dimensione di 1600x1200 pixel registrati in qualità normale, per un ingombro medio di circa 600kB - 800kB, sui complessivi circa 18,7 MB dell'intero file Raf all'interno del quale sono contenuti questi dati JPEG.

Con questi file si può inoltre procedere all'estrazione del file-anteprima JPEG integrato nel file Raw, registrando quindi un file JPEG separato (operazione realizzabile spesso usando lo stesso software proprietario di conversione). Se non si estrae il file JPEG dal file Raw e non lo si scrive come file separato i programmi di gestione delle risorse dei PC continueranno ad individuare un solo file che è quello in formato raw uscito dalla fotocamera, benché la visualizzazione dell'anteprima avvenga rapidamente con l'estrazione da dentro il file raw della componente JPEG.

## Elaborazione delle immagini in raw
Per elaborare un file Raw occorre un software adeguato che possa almeno compiere le operazioni che normalmente compie il processore d'immagine della fotocamera e cioè:
1. acquisire il file;
2. applicare l'algoritmo di demosaicizzazione per calcolare le due componenti RGB per ogni pixel non direttamente lette dai singoli elementi unitari fotosensibili del sensore;
3. formare il file grafico con i tre canali RGB campionati a 8, 10, 12, 14 o 16 bit come previsto dall'hardware della fotocamera (convertitore A/D);
4. apportare modifiche alle caratteristiche principali dell'immagine (bilanciamento del bianco, esposizione, contrasto, regolazione selettiva dei colori, correzione della gamma dinamica;
5. convertire e salvare il file Raw in vari formati: non compresso (BMP, TIFF a 8 bit/canale, TIFF a 16 bit/canale, GIF, ecc); oppure compresso con metodi di tipo Lossy (.JPG, .JP2, ecc); oppure ancora compresso di tipo lossless (TIFF compresso .LZW, .PNG, ecc) in modo che il file sia leggibile dai normali software di trattamento delle immagini.

Talvolta però questi software fanno molto di più, ovvero:
- apportano altre modifiche all'immagine, come la correzione della aberrazione cromatica e delle aberrazioni sferiche dovute alla geometria dell'ottica;
- rimuovono l'effetto di vignettatura (vignetting) dell'immagine;
- riducono il rumore elettronico nelle immagini riprese con scarsa illuminazione;
- applicano filtri per il miglioramento del dettaglio dell'immagine e migliorano la nitidezza apparente;
- eliminano le interferenze che si generano in alcuni sensori in certe condizioni di ripresa (ad es. l'effetto moiré)
- ecc.

Negli utilizzi professionali o scientifici delle immagini fotografiche può essere mantenuta la profondità colore di 16 bit/canale che porterà ad avere delle immagini con un elevatissimo dettaglio cromatico presentando una profondità colore complessiva sui tre canali RGB di 48 bit.
Il formato Raw è usato quindi prevalentemente nella fotografia professionale ed amatoriale di alto livello poiché offre prestazioni ottime, ma a discapito della versatilità infatti:
1. i file registrati hanno una dimensione notevolmente maggiore del JPEG. La dimensione dei file che si producono in Raw in una fotocamera da 9 MPixel con campionamento a 16 bit è intorno a 18,5 MB contro i 2 MB di un file registrato in JPEG-modalità fine. Questo costringe ad avere supporti di memoria molto capienti;
2. è opportuno (e a volte necessario) utilizzare un software fornito in dotazione alla fotocamera poiché ogni marca utilizza un formato di codifica Raw che non sempre offre compatibilità trasversale.

### Formati proprietari Raw
- Adobe: DNG (Digital Negative, utilizzato anche sui modelli Pro di iPhone)
- Canon: CRW (Canon RaW, estensione file: *.CR2 e *.CR3);
- Epson: ERW (Epson RaW);
- Foveon: X3F.
- Fuji: RAF (RAw Fuji);
- Hasselblad: 3FR.
- Kodak: DCR (Digital Camera Raw);
- Minolta: MRW (Minolta RaW);
- Nikon: NEF (Nikon Electronic Format);
- Olympus: ORF (Olympus Raw Format);
- Pentax: PEF (Pentax Electronic Format).
- Sony: ARW (Alpha RaW).
- Samsung: SRW (Samsung RaW),

### Programmi per la gestione dei formati Raw
Open Source o Freeware
- Darktable (Mac, Windows, Linux, FreeBSD, Solaris) (sito) per uso professionale.
- RawTherapee (Mac, Windows, Linux) (sito) per uso professionale.
- UFRaw (Linux/mac/win - open source) (sito) sia da solo che come plug-in per GIMP
- Dcraw (Linux - open source)
- DigiKam (Mac, Windows, Linux, con libRaw - open source)
- iView Media Pro 2.0.3 (Mac e win)
- Extensis Portfolio 6.1.2 (Mac)
- Graphic Converter 5.1 (Mac)
- dcRAW-X 1.5.3 (Mac)
- FastStone Image Viewer (win)

 A pagamento 
- Adobe Camera Raw (Plug-in di Photoshop e Elements per Mac e win)
- Apple Aperture (Mac)
- Apple iPhoto (Mac)
- Adobe Lightroom (Mac e win)
- ACD See Pro
- PhaseOne CaptureOne (30 day trial)
- Bibble (Linux-win) e MacBibble (Mac)

A questi si aggiungono i programmi proprietari che le varie case produttrici di macchine fotografiche forniscono gratuitamente agli acquirenti (ad esempio Digital Photo Professional di Canon).
Il supporto base per file Raw su Mac è comunque fornito dal sistema operativo e non sono necessari software aggiuntivi per la semplice visione o conversione, periodicamente vengono prodotti e resi disponibili i file per supportare i nuovi formati proprietari dei costruttori (qui un elenco dei formati supportati).
Per alcuni software di elaborazione delle immagini, è sufficiente scaricare dei plug-in specifici al fine di consentire al programma di leggere il file Raw e salvarlo in un formato che garantisca l'interscambio delle immagini.
La caratteristica da considerare adeguatamente quando si usano software non proprietari per elaborare immagini registrate in raw riguarda la possibilità che questi non riescano ad utilizzare tutti i codici descrittori del file che gli garantiscono tutte le potenzialità d'uso, nonché i codici descrittori dell'impostazione della ripresa dell'immagine (metadati Exif) fra i quali ad esempio quelli relativi alle regolazioni delle singole macchine. E questa perdita di metadati può comportare la perdita di flessibilità nella gestione dell'immagine.

## Valore legale delle foto digitali e copyright
Il tema del valore legale delle immagini digitali (e quindi della rivendicazione del copyright) implica ovviamente anche il formato Raw non esaurendone, però, la problematica. Se è vero, infatti, che il formato Raw può essere paragonato, per alcuni aspetti, al negativo delle macchine a pellicola, è pur vero che l'autenticità delle immagini può essere accertato anche su altri formati di memorizzazione delle foto.
Il problema della rivendicazione legale del copyright, tuttavia, deve essere affrontato nel più ampio tema del valore legale delle foto digitali e va impostato tenendo conto della garanzia che lo scatto per la ripresa di una determinata scena, non sia stato alterato in tempi successivi. Rimane tuttavia un tema complesso affrontato per gli aspetti tecnico-legali, tecnico-fotografici e procedurali nell'ambito dell'informatica forense.
Vi sono strumenti software utili per condurre accertamenti di autenticità delle immagini digitali. Questi sono principalmente prodotti dalle stesse aziende produttrici delle fotocamere. Dopo l'impiego di questi software di autenticazione sulle immagini digitali, è possibile stabilire se una certa immagine è stata scattata con una determinata - e identificabile fotocamera - e se essa non ha subìto modificazioni dopo lo scatto.
Per usi particolari, come ad esempio la polizia scientifica, è possibile usare dei supporti "write once" nelle macchine fotografiche normali.